# Say Goodbye (Film)
Say Goodbye ist ein US-amerikanischer Dokumentarfilm von David H. Vowell aus dem Jahr 1971 über das Verhältnis von Mensch und Natur. Der Film wurde für den Oscar als bester Dokumentarfilm nominiert.

## Handlung
In der Sendung wurde die Notlage verschiedener Tierarten durch den Menschen und seinen Einfluss dargestellt. In einigen Beiträgen ging es um das Robbenschlachten auf den Pribilof-Inseln, die Auswirkungen von DDT auf die Populationen von Braunpelikanen in Texas und die Notlage stark bedrohter Tiere.
In einem Segment wurden verschiedene Tierarten gezeigt und der Sprecher erzählte, wie viele Tiere es noch auf der Welt gibt. Dazu gehörten Schwarzfußiltis, Präriehühner und viele andere. Eines davon war der Japanische Nipponibis. Ein kleiner Schwarm dieser strahlend weißen Vögel war vor dem Hintergrund eines wunderschönen grünen Waldes zu sehen. Der Erzähler sagte: „Es gibt nur noch 11 auf der Welt; Sie sehen acht von ihnen. In den letzten Jahrzehnten hat sich die Population durch chinesische Schutzbemühungen verfünfzehnfacht.“

## Produktion
Der Film wurde als Fernsehdokumentation für NBC produziert und nur in begrenztem Umfang in die Kinos gebracht.
Erzähler war der Dichter Rod McKuen, und die Erstausstrahlung wurde von Ralston Purina pet foods gesponsert. Das Titellied Say Goodbye wurde von Dory Previn komponiert und gesungen.